# Фудзи, Дзюнко
Дзюнко Фудзи (яп. 藤 純子), также Сумико Фудзи (яп. 富司 純子), настоящее имя Дзюнко Тэрасима (яп. 寺島 純子), до замужества Дзюнко Сюндо (яп. 俊藤 純子, род. 1 декабря 1945 года в Гобо, преф. Вакаяма) — актриса японского кино и телевидения. Наиболее известна как одна из олицетворений жанра нинкё («кино о благородных якудза») конца 1960 — начала 1970-х годов наравне с Кодзи Цурутой и Кэном Такакурой, в частности, в образе женщины-босса якудза Орю по прозвищу Красный Пион в одноимённой киносерии. Лауреат ряда премий различных киноинституций в категории «лучшая актриса» («лучшая женская роль») первого или второго плана.

## Биография
Будущая актриса родилась в семье кинематографистов; её дядей был режиссёр и сценарист Норифуми Судзуки, отцом — исполнительный директор кинокомпании Toei Кодзи Сюндо.
Когда девочке было 5, её семья переехала в Осаку. С семилетнего возраста Дзюнко стала заниматься японским танцем, а в 17-летнем возрасте, несмотря на возражения отца, стала сниматься в кино на студиях Toei. Она быстро набирала популярность под именем Дзюнко Фудзи, снявшись за 1963 год в 6 картинах, в 1964 и 1965 — уже соответственно в 11 и 15 фильмах и т.д., не считая параллельных телевизионных съёмок. В 1968 году Дзюнко Фудзи получает заглавную роль женщины-оябуна в фильме «Якудза Красный Пион» (Hibotan Bakuto), который получил феноменальный успех, активизировав съёмки фильмов про женщин-якудза (в небольшом количестве снимавшихся с конца 1950-х). Успех «Красного Пиона» был развит Toei в серию фильмов, насчитывавшую в 1971 году восемь картин; кроме того, с той же актрисой ими были поставлены ещё две серии, Nihon Jokyoden (пять фильмов с 1969 по 1971 годы) и Onna Toseinin (два фильма в 1971 году), а также делались попытки «раскрутить» в этом поджанре и других актрис. Волной популярности «женского якудза» воспользовались не только режиссёры и продюсеры Toei, но и их крупные конкуренты Daiei Film (сериями Kanto Onna, Onna Sazen и Hiroku Onna-Ro c Митиё Ясудой), Nikkatsu (сериями Nobori Ryu и Shuzaya Jingi и несколькими одиночными фильмами) и Shochiku (фильмами серии Mekura no Oichi, комбинирующими идеи Hibotan Bakuto и Zatoichi).
В 1972 году актриса выходит замуж за актёра Хидэюки Тэрасиму (более известного в сфере кабуки как Оноэ Кикугоро VII), с которым она ранее партнёрствовала в тайга-драме NHK «Минамото но Ёсицунэ» 1966 года, где он играл заглавную роль, а она — роль его спутницы и возлюбленной спутница Сидзуки-годзэн. При этом, находясь на волне успеха, она неожиданно объявляет о прекращении своей карьеры. Прощальным бенефисом Дзюнко Фудзи становится фильм «Клан Красной Сакуры», собравший звёздный состав, включая Кэна Такакуру, Кодзи Цуруту, Томисабуро Вакаяму, Бунту Сугавару и Тиэдзо Катаоку. На съёмки и рекламу фильма был затрачен беспрецедентный на то время бюджет в 200 миллионов иен (около 650 тысяч долларов, по курсу 1972 года), однако интерес публики к актрисе и премьера, устроенная накануне её свадьбе, обеспечили значительную аудиторию и сборы.
Через несколько лет, родив дочь Синобу, в 1974 году актриса возвращается на экраны в качестве ведущей телепрограммы для женщин 3-toki no Anata, под своим настоящим именем Дзюнко Тэрасима. В 1977 году она вновь покидает публику в связи с рождением второго ребёнка — сына Кадзуясу, а к 1980 вновь занимает место телеведущей, продолжая работать в таком качестве следующее десятилетие.
С 1983 года она также возвращается к актёрству под именем Сумико Фудзи, сначала в телесериалы, а затем и в кино. С конца 1980-х продолжает сниматься и под прежним псевдонимом Дзюнко Фудзи. Продолжает сниматься до сих пор.
Дети актрисы продолжили исполнительские династии родителей — дочь Синобу Тэрадзима также стала киноактрисой и завоевала ряд наиболее престижных призов Японии за лучшую женскую роль, а также аналогичные премии нескольких отечественных и международных фестивалей; сын стал известен на сцене театра кабуки как актёр Оноэ Кикуносукэ V и также был удостоен ряда театральных премий.

## Избранная фильмография
(Только кино- и телефильмы, без учёта сериалов, участия в тое-шоу, рекламе и т. д. Из фильмов перечислены только значимые по правилам Википедии за счет обладания номинациями, премиями или рецензиями)
| Год  | Японские названия             | Транскрипции                                 | Международные или ориг. западные названия                           | Русские названия или Смысловые переводы оригинала                    | Роли                          | Релиз |
| ---- | ----------------------------- | -------------------------------------------- | ------------------------------------------------------------------- | -------------------------------------------------------------------- | ----------------------------- | ----- |
| 1963 | 八州遊侠伝 男の盃             | Hachishū yūkyō den: Otoko no sakazuki        |                                                                     | букв.                                                                | Отиё                          |       |
| 1963 | 次郎長三国志                  | Jirōchō sangokushi                           | Kingdom of Jirocho                                                  | букв. Троецарствие Дзиротё                                           | Осэн                          | DVD   |
| 1963 | 続・次郎長三国志              | Zoku Jirōchō sangokushi                      |                                                                     | букв. Троецарствие Дзиротё: продолжение                              | Осэн                          |       |
| 1963 | 十三人の刺客                  | Jūsan-nin no shikaku                         | 13 Assassins                                                        | букв. 13 убийц                                                       | Каё                           |       |
| 1964 | 車夫遊侠伝 喧嘩辰             | Shafu yūkyōden: Kenka tatsu                  |                                                                     |                                                                      |                               |       |
| 1964 | 幕末残酷物語                  | Bakumatsu zankoku monogatari                 | Cruel Story of the Shogunate's Downfall / The Cruel Story+          | Жестокая история времён падения сёгуната                             | Сато                          | DVD   |
| 1965 | 明治侠客伝 三代目襲名         | Meiji kyōkakuden: Sandaime shūmei            | Blood of Revenge                                                    | букв. Легенды о рыцарях эпохи Мэйдзи: третье поколение / Кровь мести | Хацуэ                         | DVD   |
| 1966 | 昭和残侠伝 一匹狼             | Shōwa zankyō-den: Ippiki ōkami               | Brutal Tales of Chivalry 3: The Lone Wolf                           |                                                                      |                               |       |
| 1966 | 兄弟仁義 続・関東三兄弟       | Kyōdai jingi: Zoku Kantō sankyōdai           | Fraternal Honor: Three Brothers of Kanto                            |                                                                      |                               |       |
| 1967 | 昭和残侠伝 血染めの唐獅子     | Shōwa zankyō-den: Chizome no karajishi       | Brutal Tales of Chivalry 4 / Dragon Tattoo: Full of Blood           |                                                                      | Фумиё Кадзама                 |       |
| 1967 | 大奥(秘)物語                  | Ōoku maru hi monogatari                      |                                                                     |                                                                      | Омино                         |       |
| 1968 | 博奕打ち 総長賭博             | Bakuchi-uchi: Sōchō tobaku                   | Big Time Gambling Boss / Gambler Series: The Great Casino           | Игорный зал — босс игроков                                           | Хироэ                         | DVD   |
| 1968 | 緋牡丹博徒                    | Hibotan bakuto                               | Red Peony Gambler / Lady Yakuza                                     |                                                                      | Рюко Яно (Орю «Красный Пион») | DVD   |
| 1968 | 緋牡丹博徒 一宿一飯           | Hibotan bakuto: Isshuku ippan                | Red Peony Gambler 2: Gambler’s Obligation                           | Красный Пион 2                                                       | Рюко Яно (Орю «Красный Пион») | DVD   |
| 1968 | 博奕打ち 総長賭博             | Bakuchi-uchi: socho tobaku                   | Big Time Gambling Boss                                              |                                                                      | Хироэ                         |       |
| 1968 |                               | Nihon jokyo-den: tekka geisha                | A Lively Geisha                                                     |                                                                      | Косидзу                       |       |
| 1969 | 昭和残侠伝 唐獅子仁義         | Shōwa zankyō-den: Karajishi jingi            | The Man with the Dragon Tattoo / Brutal Tales of Chivalry 5         |                                                                      |                               |       |
| 1969 | 緋牡丹博徒 花札勝負           | Hibotan bakuto: hanafuda shōbu               | Red Peony Gambler 3: The Flower Cards Game                          |                                                                      | Рюко Яно (Орю «Красный Пион») |       |
| 1969 | 緋牡丹博徒 二代目襲名         | Hibotan bakuto: nidaime shūmei               | Red Peony Gambler: Second Generation Ceremony                       | Красный пион: Церемония второго поколения                            | Рюко Яно (Орю «Красный Пион») |       |
| 1969 | 緋牡丹博徒 鉄火場列伝         | Hibotan bakuto: Tekkaba retsuden             | Red Peony Gambler: Here Comes Oryu / Biographies of a Gambling Room | букв. Якудза Красный Пион: Биографии из игорного зала                | Рюко Яно (Орю «Красный Пион») |       |
| 1969 | 日本暗殺秘録                  | Nihon ansatsu hiroku                         | Memoir of Japanese Assassins / Assassination Right or Wrong         | букв. Секретные записи об убийствах в Японии                         | Такако                        | DVD   |
| 1969 | 日本女侠伝 侠客芸者           | Nihon jokyo-den: kyokaku geisha              | Chivalrous Geisha                                                   |                                                                      |                               |       |
| 1970 | 昭和残侠伝 死んで貰います     | Shōwa zankyō-den: Shinde moraimasu           | Hell is A Man's Destiny                                             |                                                                      | Икуэ / Икутаро                | DVD   |
| 1971 | 女渡世人                      | Onna toseinin                                | Okoma: The Orphan Gambler                                           |                                                                      | Окома Цумагои                 | DVD   |
| 1971 | 緋牡丹博徒 お命戴きます       | Hibotan Bakuto: Oinochi Itadaki masu         | Red Peony Gambler: Here to Kill You                                 | букв. Якудза Алый Пион: Вкусим Вашу жизнь                            | Такико Яно                    | DVD   |
| 1972 | 純子引退記念映画 関東緋桜一家 | Junko intai kinen eiga: Kantō hizakura ikka  | Cherry Blossom Fire Gang / The Red Cherry Blossom Family            | Клан Красной Сакуры                                                  | гейша / глава клана Цурудзи   | DVD   |
| 1989 | あ・うん                      | A un                                         | Buddies                                                             |                                                                      |                               | DVD   |
| 1990 | タスマニア物語                | Tasmania monogatari                          | Tasmania Story                                                      | Тасманийская история                                                 | Ясуэ Исидзава                 | DVD   |
| 1991 | ふたり                        | Futari                                       | Chizuko’s Younger Sister                                            | Вдвоем                                                               | Харуко Китао                  | DVD   |
| 1998 | おもちゃ                      | Omocha                                       | The Geisha House                                                    | букв. Омотя                                                          | Сатоэ                         | DVD   |
| 1998 | あ、春                        | A, haru                                      | Wait and See                                                        | Поживём — увидим                                                     | Кимии (мать Хироси)           | DVD   |
| 2004 | 解夏                          | Gege                                         |                                                                     |                                                                      | Сатоко Такано                 |       |
| 2005 |                               | Nezu no ban                                  | A Hardest Night!!                                                   |                                                                      | Сидзуко                       |       |
| 2006 | フラガール                    | Hula girl                                    | Hula Girls                                                          | Девушки, танцующие хулу                                              | Тиё Таникава                  |       |
| 2006 | 待合室 Notebook of Life       | Machiaishitsu: Notebook of Life              | Notebook of Life                                                    |                                                                      | Кадзуё Нацуи                  |       |
| 2006 | 犬神家の一族                  | Inugami-ke no ichizoku                       | The Inugamis                                                        | Убийца клана Инугами                                                 | Мацуко Инугами                |       |
| 2007 | 愛の流刑地                    | Ai no rukeichi                               | Love Never to End                                                   |                                                                      | Фумиэ Кимура                  |       |
| 2007 | 明日への遺言                  | Ashita e no yuigon                           | Best Wishes for Tomorrow                                            |                                                                      | Харуко Окада                  |       |
| 2008 | Sweet Rain 死神の精度         | Sweet rain: Shinigami no seido               | Accuracy of Death                                                   |                                                                      | Кадзуэ                        |       |
| 2008 | 櫻の園                        | Sakura no sono                               | The Cherry Orchard: Blossoming                                      | Вишнёвый сад                                                         | Рэйко Такаяма                 |       |
| 2009 |                               | Sōka, mō kimi wa inai no ka                  |                                                                     |                                                                      | Йоко Сугиура                  |       |
| 2009 | 空気人形                      | Kūki ningyō                                  | Air Doll                                                            | Надувная кукла                                                       | вдова                         |       |
| 2009 | サマーウォーズ                | Summer wars                                  | Summer Wars                                                         | Летние войны                                                         | Сакаэ Дзинноути (озвучивание) |       |
| 2011 |                               | Kikyō                                        |                                                                     |                                                                      | Кикё                          |       |
| 2012 | この空の花 長岡花火物語       | Kono sora no hana: Nagaoka hanabi monogatari | Casting Blossoms to the Sky                                         |                                                                      | Ририко Мотоки                 |       |
| 2014 | 舞妓はレディ                  | Maiko wa lady                                | Lady Maiko                                                          |                                                                      | Тихару Кодзима                |       |
| 2014 | トワイライト ささらさや       | Twilight sasara saya                         | Twilight Sasarasaya                                                 |                                                                      |                               |       |
| 2015 | エイプリルフールズ            | April fools                                  | April Fools                                                         |                                                                      | Ририко                        |       |

## Номинации и награды
Премия «Кинэма Дзюмпо»
- 1972 — премия в категории «лучшая актриса» за роли в фильмах Onna toseinin и Hibotan Bakuto: Oinochi Itadakimasu (1971)[11]
- 2000 — премия в категории «лучшая актриса второго плана» за роли в фильмах Ah haru и «Омотя» (映画)[англ.] (1998)[12]

Премия «Майнити симбун»
- 1972 — премия в категории «лучшая актриса» за роль в фильме Hibotan Bakuto: Oinochi Itadakimasu[13]
- 2000 — премия имени Кинуё Танаки[14]

Кинопремия Японской академии
- 1990 — номинация в категории «лучшая актриса» за роль в фильме A un (1989)[15]
- 2000 — номинация в категории «лучшая актриса второго плана» за роль в фильме «Омотя»[16]
- 2007 — номинация в категории «лучшая актриса второго плана» за роль в фильме «Девушки, танцующие хулу»[англ.] (2006)[17]
- 2015 — номинация в категории «лучшая актриса второго плана» за роль в фильме Maiko wa Lady (2014)[18]

Театральная премия имени Кадзуо Кикуты
- 1997 — премия второй степени за роль Умэкити в «Сёстрах Гиона»[19]

Азиатско-тихоокеанский кинофестиваль
- 1998 — премия в категории «лучшая актриса второго плана» за роль в фильме «Омотя»[20]

Премия «Хоти симбун»
- 1999 — премия в категории «лучшая актриса второго плана» за роли в фильмах Ah haru и «Омотя»[21]
- 2014 — номинация в категории «лучшая актриса второго плана» за роли в фильмах Maiko wa Lady и Twilight Sasara Saya[22]

Кинопремия Nikkan Sports
- 1999 — премия в категории «лучшая актриса» за роль в фильме «Омотя»[23]
- 2006 — премия в категории «лучшая актриса второго плана» за роль в фильме «Девушки, танцующие хулу»[24]

Кинофестиваль в Иокогаме
- 2000 — спецприз по совокупности заслуг «большой актрисе, дающей новое дыхание киноиндустрии»[25]

Премия «Голубая лента»
- 2000 — премия в категории «лучшая актриса второго плана» за роли в фильмах «Омотя» и Dream Maker[26]
- 2007 — премия в категории «лучшая актриса второго плана» за роли в фильмах «Девушки, танцующие хулу», «Клан Инугами»[яп.] и «Ночь поминовения»[яп.][27]

Кинопремия Tokyo Sports
- 2006 — премия в категории «лучшая актриса второго плана» за роль в фильме «Девушки, танцующие хулу»[28]

Премия имени Фумико Ямадзи
- 2014 — спецприз за пожизненные достижения[29]

### Правительственные
- 2007 — Медаль Почёта с пурпурной лентой за достижения в области искусства[30]